# Варфоломеев, Сергей Дмитриевич
Сергей Дмитриевич Варфоломеев (род. 17 августа 1945, Курган) — советский и российский химик, специалист в области физической химии, член-корреспондент РАН (2006), заведующий кафедрой химической энзимологии химического факультета МГУ.

## Биография
Сергей Дмитриевич Варфоломеев родился 17 августа 1945 года в городе Кургане Курганской области РСФСР.
В 1968 году — окончил химический факультет МГУ.
В 1971 году — защитил кандидатскую диссертацию, тема: «Регулирование светом каталитической активности ферментов».
В 1979 году — защитил докторскую диссертацию, тема: «Биоэлектрокатализ».
В 1982 году — присвоено учёное звание профессора.
С 15 октября 1982 года — работает в должности профессора, а с 14 марта 1988 года по настоящее время — заведующий кафедрой химической энзимологии химического факультета МГУ.
С 1979 по 2001 годы — заведующий отделом биокинетики НИИ физико-химической биологии имени А. Н. Белозерского.
25 мая 2006 года — избран членом-корреспондентом Российской академии наук.
Делегат IV съезда биофизиков России (20—26 августа 2012 года, г. Нижний Новгород).
До 9 июня 2015 года работал директором Института биохимической физики им. Н.М. Эмануэля РАН.
Член редколлегий журналов: Applied Biochemistry and Biotechnilogy, Biosensor Technology, Biotechnology and Applied Biochemistry, «Известия академии наук (серия химическая)», «Успехи химии», «Биохимия».

## Научная деятельность
Область научных интересов: молекулярные основы биологического катализа, биокинетика и химическая энззимология. Механизмы ферментативных реакций, гетерогенный катализ на основе иммобилизованных ферментов и клеток, биоэлектрокатализ, возобновление энергетических источников, физиологически активные соединения (простагландины, тромбоксаны, лейкотриены).
На химическом факультете МГУ читает курсы «Современные проблемы биохимии и биотехнологии», «Современные проблемы нанобиотехнологии», «Кинетика сложных биохимических процессов», «Биотехнология и прикладная биохимия», «Химические основы жизни».
Соавтор открытия «Свойство ферментов участвовать в переносе электронов (биоэлектрокатализ)» (1985). 
Имеет 47 патентов и авторских свидетельств.
Автор 691 статьи, 29 книг, 239 докладов на конференциях, 177 тезисов докладов.
- «Наркомания: нейропептид-морфиновые рецепторы» (соавт., 1993);
- «Основы ферментативного катализа» (соавт., 2001);
- «Жизнь молекул в экстремальных условиях. Горячий микромир Камчатки» (2013);
- «Физическая химия биопроцессов» (соавт., 2014);
- «News in Chemistry, Biochemistry and Biotechnology: State of the Art and Prospects of Development» (соавт., 2014);
- учебник «Химическая энзимология» (2005);

Учебные пособия:
- «Биокатализ: история моделирования опыта живой природы» (соавт., 1984);
- «Биотехнология: кинетические основы микробиологических процессов» (соавт., 1990);
- «Биокинетика. Практический курс» (соавт., 1999);
- «Возобновляемые источники энергии: Курс лекций» (соавт., 2010).

## Награды и премии
- Медаль ордена «За заслуги перед Отечеством» II степени (5 февраля 2024 года) — за большой вклад в развитие отечественной науки, многолетнюю плодотворную деятельность и в связи с 300-летием со дня основания Российской академии наук[7]
- Государственная премия СССР, в составе группы, за 1984 год — за цикл работ «Химические основы биологического катализа» (1964—1982)
- Премия Ленинского комсомола, 1974 год — за цикл работ по светорегулируемым биокаталитическим системам
- Премия имени М. В. Ломоносова I степени, 2000 год — за цикл работ «Биоэлектрокатализ, биосенсоры и сенсорные технологии»[8]